# Saint-Jean-de-Beauregard
Saint-Jean-de-Beauregard település Franciaországban, Essonne megyében. Lakosainak száma 471 fő (2022. január 1.). Saint-Jean-de-Beauregard Les Ulis, Gometz-le-Châtel, Janvry és Marcoussis községekkel határos.

## Népesség
A település népessége az elmúlt években az alábbi módon változott:
| Lakosok száma | 289  | 370  | 416  | 441  | 461  | 487  | 482  | 476  | 471  |
|               | 2013 | 2015 | 2016 | 2017 | 2018 | 2019 | 2020 | 2021 | 2022 |